# Ould M'Bonny
Ould M'Bonny este o comună din departamentul Sélibabi, Regiunea Guidimakha, Mauritania, cu o populație de 5.128 locuitori.